# Margny, Marne

Margny este o comună în departamentul Marne, Franța. În 2009 avea o populație de 108 de locuitori.